# ماریا دومینیانی
ماریا دومینیانی (ایتالیایی: Maria Dominiani؛ زادهٔ ۱۰ مهٔ ۱۹۱۳) بازیگر اهل ایتالیا است. وی بین سال‌های ۱۹۳۶ تا ۱۹۶۱ میلادی فعالیت می‌کرد.
از فیلم‌هایی که وی در آن‌ها نقش داشته است، می‌توان به کاراواجو و یک توپ و یازده مرد اشاره نمود.